# Parc Maisonneuve
Parc Maisonneuve är en park i Kanada.   Den ligger i regionen Montréal och provinsen Québec, i den sydöstra delen av landet, 160 km öster om huvudstaden Ottawa. Parc Maisonneuve ligger 186 meter över havet. Arean är 80 kvadratkilometer.
Terrängen runt Parc Maisonneuve är huvudsakligen platt, men den allra närmaste omgivningen är kuperad. Parc Maisonneuve ligger uppe på en höjd. Runt Parc Maisonneuve är det mycket tätbefolkat, med 6 241 invånare per kvadratkilometer.. Närmaste större samhälle är Montréal, 0,44 km öster om Parc Maisonneuve. 
Runt Parc Maisonneuve är det i huvudsak tätbebyggt.